# Ptychadena harenna
Espèce
Statut de conservation UICN

 DD  : Données insuffisantes
Ptychadena harenna est une espèce d'amphibiens de la famille des Ptychadenidae.

## Répartition
Cette espèce est endémique du centre de l'Éthiopie. Elle se rencontre à environ 1 550 m d'altitude dans le parc national du Mont Balé,. 

## Étymologie
Cette espèce est nommée en référence au lieu de sa découverte, la forêt d'Harenna.

## Publication originale
- Largen, 1997 : Two new species of Ptychadena Boulenger, 1917 (Amphibia, Anura, Ranidae) from Ethiopia, with observations on other members of the genus recorded from this country and a tentative key for their identification. Tropical Zoology, Firenze, vol. 10, p. 223-246.